# Маркиза д’О
«Маркиза д’О» (нем. Die Marquise von O) — новелла Клейста, опубликованная им в собственном журнале «Феб» в 1808 году. 

## Сюжет
Действие рассказа происходит на севере Италии во время суворовского похода в те края. «Азиаты» берут штурмом один из местных городов и пытаются изнасиловать дочь тамошнего коменданта — вдовую маркизу д’О. На её спасение является русский граф, который препровождает женщину в не охваченное огнём крыло отцовского замка.
Наутро семья коменданта не знает как благодарить спасителя, а самой маркизе он кажется сошедшим с небес ангелом. Граф предлагает маркизе свои руку и сердце, но обескураженная такой стремительностью семья берёт подобающее время на раздумье. Между тем у маркизы начинаются признаки беременности, хотя со смерти мужа она не была ни с одним мужчиной. Опасаясь бесчестья, семья изгоняет её из дома.
Доведённая до отчаяния маркиза прибегает к крайнему способу. Она даёт в местной газете объявление с адресованной к неизвестному отцу её будущего ребёнка просьбой дать знать о себе. В следующем номере газеты появляется ответ: отец ребёнка готов предстать перед её отцом — комендантом. В назначенный час у порога дома коменданта появляется тот самый граф, которого маркиза ещё недавно считала ангелом.
Теперь он представляется маркизе демоном, ведь становится очевидным, что, воспользовавшись её беспамятством во время штурма, граф обесчестил её. Но вот он повторяет своё предложение загладить вину женитьбой, и новелла заканчивается хэппи-эндом. После спешного венчания маркиза старалась держать графа на расстоянии, однако время загладило раны, и вслед за первым ребёнком четы «потянулась целая вереница маленьких русских».

## Анализ
Рассказ Клейста — это наглядная иллюстрация и обманчивости впечатлений, и способности литературы утаивать больше, чем сообщать. Рассказ строится на приёме пропуска ключевого события. В самом начале рассказа вслед за упоминанием спасителя-графа поставлено тире, графически передающее пропуск автором ключевого эпизода (в русских переводах тире опускается). После тире речь идёт о том, что граф «надел шляпу» и вызвал врача (когда граф успел снять шляпу, не заметившему пропуска читателю остаётся только догадываться).
Клейст подвергает критике эстетику классицизма с чётким разделением действующих лиц на добродетель во плоти и чёрных злодеев. Новелла приводит читателя к выводу, что среди людей нет ни ангелов, ни демонов. Не является таковым ни злосчастный граф, ни подвергнутая всеобщему осуждению за распутство, а затем превознесённая общественным мнением за добродетельность маркиза.

## Экранизации
- Маркиза фон О (фильм) — реж. Эрик Ромер, Каннский фестиваль 1976
- Семя раздора (фильм) — реж. Паппи Корсикато, Венецианский фестиваль 2008